# Henri Baillot
Henri Baillot (* 13. Dezember 1924 in Magny-les-Metz; † 9. November 2000 in Gorze) war ein französischer Fußballspieler.

## Vereinskarriere
Henri Baillot spielte als Heranwachsender bei einem Verein aus einer Metzer Vorstadt, wo ihn der Präsident des Erstdivisionärs FC Metz 1945 entdeckte und ihm einen Profivertrag anbot. Die „Granatroten“ – die Spieler des Klubs werden bis in die Gegenwart in Frankreich wegen des gleichfarbigen Wappens les Grenats genannt – bezahlten nicht nur ihn schon als jungen Mann so gut, dass er seinen Beruf aufgeben konnte. Der meist als Rechtsaußen oder Mittelstürmer aufgestellte Baillot entwickelte dort eine Torgefährlichkeit, die in den folgenden Jahren sein Markenzeichen wurde und ihn auch in die Nationalelf brachte. Bereits 1946/47 tauchte der von seinen Mitspielern  „Laï“ genannte, „athletische, mutige und listenreiche Angreifer“ mit 21 Punktspieltreffern erstmals weit vorne (Rang 8) in der Ligatorjägerliste auf und war darin auch in den folgenden vier Saisons zu finden, 1949 und 1951 mit 25 bzw. 22 Treffern sogar jeweils auf dem dritten Platz. Seine Mannschaft kam allerdings in der Meisterschaft nie über einen zweistelligen Rang in den Abschlusstabellen hinaus – ein zehnter Platz 1947 war während Baillots dortiger Zeit der größte Erfolg –, wenngleich sie mit Ignace Kowalczyk, Gustave Kemp, Thadée Cisowski und (ab 1949) Jules Sbroglia einige überdurchschnittliche Akteure in ihren Reihen hatte.
Außerhalb der Stadien galt Henri Baillot, der aus dem Krieg eine bleibende Verletzung (steifer rechter Arm) mitgebracht hatte, als „Lebemann“; zu diesem Ruf hatte möglicherweise sein hohes Spielergehalt beigetragen, das Ende der 1940er Jahre angeblich um 100.000 alte Francs pro Monat – nach damaliger Kaufkraft rund 1.300 DM – über dem von Kollegen gelegen haben soll, die bei wesentlich erfolgreicheren Klubs spielten. Jedenfalls begründete der Mannschaftsrat des Vizemeisters und mehrfachen Pokalsiegers OSC Lille (bestehend aus Prévost, Jadrejak und Baratte) um den Jahreswechsel 1949/50 damit explizit seine Forderung an dessen Präsidenten Louis Henno auf eine erhebliche Einkommenserhöhung. Als der FC Metz am Ende der Saison 1949/50 absteigen musste, verpflichtete der frischgebackene Meister Girondins Bordeaux den Stürmer – für diesen „Mega-Transfer“ der französischen Liga verlangte Metz 7 Mio. FF plus den Spieler Camille Libar (Baillot sprach sogar von 8 Mio., wovon er selbst 15 % als „Handgeld“ bekommen habe).
Bei den Girondins wurde er Bestandteil einer starken Offensivreihe – namentlich Joop de Kubber, André Doye, Édouard Kargulewicz und Bertus de Harder –, zu deren Renommée er in den folgenden beiden Saisons auch selbst 35 Punktspieltore beisteuerte. In der Division 1 schloss seine Mannschaft 1951 auf dem sechsten Platz ab, und 1952 gelang ihm mit ihr sein erfolgreichstes Jahr: Vizemeister in der Liga und Finalist im Pokal, in beiden Wettbewerben allerdings von OGC Nizza auf den zweiten Rang verwiesen. Insbesondere das Endspiel um die Coupe de France begeisterte die Zeitgenossen aufgrund seines für weit über eine Stunde absolut offenen Spielverlaufes, in dem beide Mannschaften bedingungslos offensiv auftraten. L’Équipe verzeichnete anderntags 27 Torschüsse von Bordeaux und 20 von Nizza, das allerdings trotz zweier Baillot-Treffer mit 5:3 gewann. Staatspräsident Vincent Auriol schwärmte bei der Pokalübergabe: „Dieses Match erinnert mich an einen Wiener Walzer“.
Dennoch verließ Henri Baillot Bordeaux gleich anschließend, weil sich seine Lebensgefährtin dort nicht wohl fühlte, und spielte für Racing Strasbourg, in der Saison 1952/53 lediglich in der zweiten Division antretend. Zehn Monate später kehrte er mit den Elsässern in die erste Liga zurück, nachdem sie sich als Tabellendritter in den anschließenden Barrages gegen den Stade Rennes UC durchgesetzt hatten. Doch um den Jahreswechsel 1953/1954 verkaufte Strasbourg seinen Stürmer, der bei 16 Punktspieleinsätzen immerhin noch sechs Mal getroffen hatte, ausgerechnet an Rennes. Dort gehörte das routinierte Angriffstandem Baillot/Grumellon zu den torgefährlichsten der Zweitligasaison 1954/55, das den Bretonen die Chance zum Wiederaufstieg eröffnete.
Nachdem Rennes allerdings in den Barrages am OSC Lille scheiterte und er selbst zunehmend unter einer Knieverletzung litt, beendete Henri Baillot seine Profikarriere. Später hat er den AC Bar-le-Duc trainiert. Im Jahr 2000 ist er, kurz vor Vollendung seines 76. Lebensjahres, in der Nähe von Metz gestorben.

### Stationen
- 1945–1950: FC Metz
- 1950–1952: Girondins Bordeaux
- 1952–Dezember 1953: Racing Strasbourg (1952/53 in D2)
- Januar 1954–1955: Stade Rennes UC (in D2)

## In der Nationalelf
Zwischen Juni 1948 und Mai 1950 trug Henri Baillot in acht A-Länderspielen den blauen Nationaldress und schoss darin vier Tore. Er debütierte beim 4:0-Sieg in Prag gegen die Tschechoslowakei, gegen die ihm gleich ein Treffer gelang, und er wurde daraufhin auch in der folgenden Begegnung berücksichtigt. Im Frühjahr 1949 fehlte er bei drei Spielen, war aber im Juni gegen die Schweiz wieder dabei, steuerte erneut ein Tor zum 4:2-Erfolg bei und wurde zum Stamm-Rechtsaußen. Im Oktober 1949 folgte eine wirkliche Bewährungsprobe, als Frankreich in der Weltmeisterschafts-Qualifikation gegen seinen Angstgegner („bête noire“) Jugoslawien anzutreten hatte. Sowohl in Belgrad als auch im Rückspiel in Colombes erzielte Baillot den jeweils einzigen französischen Treffer – beide Partien endeten 1:1 – und wurde anderntags in den Medien für seine „wirklich starke Form“ gefeiert. Zwei Wochen später stand er erneut bei einem Sieg über die Tschechoslowaken auf dem Feld, aber für das Entscheidungsspiel gegen Jugoslawien Mitte Dezember musste er verletzungsbedingt absagen; darin unterlag Frankreich nach Verlängerung mit 2:3, was den Bleus zum ersten Mal die Teilnahme an einer WM-Endrunde verwehrte. Henri Baillot kehrte im Frühjahr 1950 in die Nationalelf zurück, die gegen Schottland 0:1 verlor – und nach seinem Vereinswechsel zu Bordeaux „fanden seine Torjägerqualitäten in der Nationalmannschaft keine adäquate Würdigung mehr“.

## Palmarès
- Französische Meisterschaft: Vizemeister 1952
- Französischer Pokal: Finalist 1952
- achtfacher A-Nationalspieler